# Olivier de la Marche
Olivier de la Marche (Franca Contea, 1425 – Bruxelles, 1502) è stato un poeta e militare fiammingo, nonché cortigiano e cronista dell'indipendente Ducato di Borgogna.
Era molto amico di Carlo I di Borgogna, e dopo la sua morte assunse l'importante incarico di Maître della casa di sua sorella Maria di Borgogna, e di suo marito, e venne inviato come ambasciatore in Francia.
Fu testimone della disputa sulle Fiandre tra il regno di Francia e la dinastia degli Asburgo dopo la morte di Carlo. L'area occupava allora un posto centrale nell'Impero su cui  Carlo V e i suoi successori volevano l'egemonia.
Viene ricordato per le sue memorie, pubblicate nel 1562.